# Ustalenie macierzyństwa
Ustalenie macierzyństwa – stwierdzenie, że dana kobieta jest matką określonego dziecka.
W polskim prawie istnieją dwie przesłanki ustalenia macierzyństwa. Pierwszą jest urodzenie dziecka (w myśl art. 619 k.r.o. kobieta, która urodziła dziecko, jest jego matką); drugą jest brak aktu urodzenia dziecka stwierdzającego macierzyństwo (akt urodzenia dziecka został sporządzony z brakiem danych rodziców lub macierzyństwo kobiety wpisanej w akcie urodzenia dziecka jako matka zostało zaprzeczone – art. 6110 § 1 k.r.o.).
Powództwo wytacza:
- matka małoletniego dziecka – przeciw dziecku, jeśli to nie żyje - przeciwko kuratorowi ustanowionemu przez sąd opiekuńczy
- dziecko – przeciw matce, jeśli ta nie żyje - przeciwko kuratorowi ustanowionemu przez sąd opiekuńczy
- prokurator, Rzecznik Praw Obywatelskich i Rzecznik Praw Dziecka (odpowiednio: na podstawie art. 6116 KRO, art. 14 pkt 4 ustawy o RPO i art. 10 ust. 1 pkt 3 ustawy o RPD), działając w ochronie interesu społecznego lub dobra dziecka – przeciw matce, jeśli ta nie żyje - przeciwko kuratorowi ustanowionemu przez sąd opiekuńczy. Jeżeli dziecko zmarło w okresie małoletności, matka może wytoczyć powództwo[2].

Jeżeli doszło do przysposobienia nierozwiązywalnego, nie można wytoczyć powództwa. Dziecka i prokuratora nie ogranicza żaden termin. To samo dotyczy Rzecznika Praw Obywatelskich i Rzecznika Praw Dziecka.